# Ingmar Alge

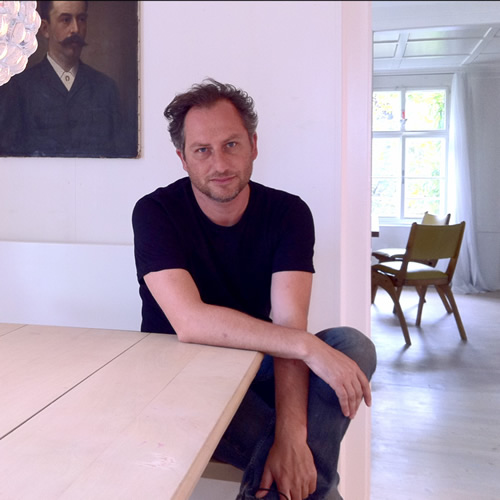
Ingmar Alge

Ingmar Alge (* 1971 in Höchst (Vorarlberg)) ist ein österreichischer Maler.

## Leben und Werk
Er studierte von 1988 bis 1992 Malerei an der Akademie der bildenden Künste Wien als Meisterschüler von Wolfgang Hollegha. Die Abkehr von der Malerei führte ihn zu Arbeiten im soziokulturellen Bereich. 1996 wandte er sich wieder seinem malerischen Werk zu. Es entstanden erste Bildserien auf der Basis von Fotografien, zunächst mit Lack auf Aluminium, ab 1999 ausschließlich mit Öl auf Leinwand.
Von 1999 bis 2005 widmete sich Alge dem Sujet des Einfamilienhauses. Es entstand eine Werkgruppe, die über 70 Arbeiten umfasst und Themen wie Anonymisierung und Entfremdung in den Vordergrund stellt. Er begann mit kleineren Formaten, die Studiencharakter besitzen, wechselte jedoch bald zum Großformat. Seine Protagonisten sind isoliert und in sich versunken, verstrickt in ihre nomadischen Bewegungen. 2011 begann Alge seine Reihe von Flugfeldern, in denen er noch kompromissloser die Leere des Ortes und die Verlorenheit seiner Besucher zeigte.
Ingmar Alge ist verheiratet, hat zwei Töchter und lebt und arbeitet in Dornbirn.

## Preise und Stipendien
(Quelle: Ingmar Alge)
- 2001: Preisträger des 27. Österreichischen Grafikwettbewerb
- 2002: Bau Holding Strabag Förderpreis für bildende Kunst, Klagenfurt Staatsstipendium der Republik Österreich
- 2006: Förderungspreis für bildende Kunst, Republik Österreich

## Einzelausstellungen
(Quelle: Ingmar Alge)
- 2002: Bau Holding Strabag Kunstforum, Klagenfurt
- 2004: Neue Galerie Dachau
- 2005: Entfernung, Museum zu Allerheiligen Schaffhausen
- 2007: Fliehkraft, Neue Galerie am Landesmuseum Joanneum, Graz
- 2008: Kunsthalle Lingen (mit Thomas Dillmann und Peter Krauskopf)
- 2013: Galerie der Stadt Backnang
- 2013: Galerie Kuckei + Kuckei, Berlin
- 2019: Galerie allerArt, Bludenz[3]

## Werke in öffentlichen Sammlungen
(Quelle: Ingmar Alge)
- Neue Galerie, Dachau
- Sammlung der Stadt Dornbirn, Österreich
- Vereinigung Schaffhauser Kunstfreunde, Museum zu Allerheiligen Schaffhausen, Schweiz
- Sammlung Artothek, Republik Österreich, Wien, Österreich
- Sammlung der Raiffeisenbank Vorarlberg, Bregenz, Österreich
- Sammlung der Deutsche Flugsicherung, Frankfurt
- Sammlung der Vorarlberger Landes- und Hypothekenbank AG, Bregenz, Österreich
- Sammlung der Deutschen Bank, Frankfurt

## Gruppenausstellungen
(Quelle: Ingmar Alge)
- 2001: Malerei? Malerei! Kunstmuseum Thurgau, Kartause Ittingen, Warth; 27. Österreichischer Grafikwettbewerb 2001, Galerie im Taxispalais, Innsbruck
- 2003: Kunst und Bau in Vorarlberg 1945–2003, Künstlerhaus Palais Thurn & Taxis, Bregenz
- 2005: Figur und Wirklichkeit. Wie Österreichs Maler die Welt verwandeln, Tiroler Landesmuseum Ferdinandeum, Innsbruck
- 2007: Zona ovest, Biblioteca Nazionale Universitaria, Turin
- 2009: Blaue Stunde. Bilder zwischen Tag und Nacht, Museum zu Allerheiligen Schaffhausen
- 2010: Next Generation. Einblicke in junge Ostschweizer Privatsammlungen, Kunstmuseum St. Gallen
- 2012: Heimspiel 2012, Kunstmuseum St. Gallen; Blickwechsel. Landschaft zwischen Bedrohung und Idylle, Tiroler Landesmuseum Ferdinandeum, Innsbruck
- 2014: Hier steht ein Sessel. Sessel, Hocker, Stuhl in der Kunst, Galerie im Traklhaus, Salzburg